# Централізм
Централі́зм (від лат. centrum або centralis, іт. centralismo, англ. centralism; нім. zentralismus — зосередження, центральний) — система конкретних заходів політичного чи економічного управління або організації, за якої місцеві органи підпорядковані центральній владі, центрові. Його змістом виступає реалізація принципу підпорядкування нижче підпорядкованого органу місцевої влади, вищому, який керується з єдиного центру.
Змістом Ц. виступає реалізація принципу чіткого підпорядкування нижчого органу влади вищому, наявність у суспільстві одного центру, котрий жорсткими, адміністративними засобами регламентує усе політичне життя суспільства, підпорядкованих політико-владних структур та інститутів.
Централізм виступає як головний елемент самодержавної, абсолютиської або тоталітарної політичної системи, тим механізмом, який дозволяє тоталітаризму реалізовувати своє політичне панування. У такій системі централізм підміняється поняттями «ефективного управління» і «демократичного централізму», які покладені в основу діяльності усіх державних, партійних або інших структур. Відповідно до принципу «демократичного централізму», в суспільстві і державі здійснюється виборність усіх органів державної влади знизу до верху, підзвітність їх народу, обов'язковість рішень вищих органів для нижчих, поєднання єдиного керівництва з дозволеною ініціативною творчою активністю на місцях тощо. Інколи зазначається, що демократія без Ц. дуже небезпечна і може призвести до стихійного, некерованого розвитку, негативними відомчими і місницькими тенденціями. А централізм без демократії призводить до бюрократизації керівництва, застою. Практика суспільно-політичного розвитку довела, що жоден з відзначених принципів «демократичного централізму» в дійсності не працював, був спотворений до своєї протилежності, невпізнанності, фактично був звичайним централізмом без демократії. Тому будь-яка країна має створити умови, передумови для втілення в життя децентралізованого місцевого керування і управління, яке б сприяло самостійному, відповідальному і демократичному вирішенню окремих місцевих проблем.

### Централізм в управлінні
Централізм в управлінні передбачає, що організація і діяльність виконавчих органів держави будується на засадах виборності органів державної влади, підзвітності їх народові, обов'язковості рішень вищих органів для нижчих, відповідальності кожного державного органу і посадової особи за доручену справу.
За своєю суттю, централізм в управлінні передбачає, з одного боку, необхідну централізацію керівництва з тим, щоб не допустити відомчих і територіальних тенденцій, а з іншого — розвиток демократичних засад управління і, насамперед, ініціативи на місцях.
Централізм в управлінні обумовлений значною часткою загальнодержавної власності в економіці держави, необхідністю зосередження в руках держави основних важелів напрямного впливу на процеси, що відбуваються в різних галузях і сферах господарського, соціально-культурного і адміністративно-політичного життя.
Цей принцип забезпечує підпорядкування загальнодержавним інтересам діяльності всіх ланок апарату державного управління. Водночас, централізм, у сучасному розумінні цього слова, передбачає можливість індивідуального вибору оптимальних способів і методів досягнення єдиної спільної мети кожним суб'єктом державного управління.
Принцип централізму в державному управлінні передбачає також поєднання колегіальності і єдиноначальництва. Колегіальність означає колективне обговорення і вирішення найважливіших питань державного управління, а єдиноначальництво — вирішення їх безпосередньо керівником.
У системі державного управління, з одного боку, створюються колегіальні або єдиноначальні органи, з іншого — використовуються методи колективного вирішення питань управління або одноособового розпорядництва. При цьому, в колегіальних органах можливе одноособове вирішення певних питань, а в єдиноначальних органах широко використовуються колегіальні форми роботи при прийнятті рішень (наприклад, колегії створюються в усіх міністерствах, які є єдиноначальними органами).
Колегіальні форми вирішення питань використовуються при обговоренні і вирішенні основних питань централізованого керівництва господарською, соціально-культурною і адміністративно-політичною сферами, при здійсненні загальнодержавної, міжгалузевої, галузевої і територіальної координації.
Одноособове розпорядництво максимально пов'язується з вирішенням поточних питань, з втіленням в життя колективно обговорених або прийнятих рішень. Таким чином, роль єдино-начальництва полягає в забезпеченні необхідної дисципліни і організованості, персональної відповідальності за доручену справу, виконання прийнятих рішень, дотримання пріоритету загальнодержавних інтересів у діяльності галузей управління і окремих підприємств, установ, організацій.
У галузі управління внутрішніми справами громадяни беруть участь в охороні громадського порядку та у боротьбі з правопорушеннями як індивідуально, так і колективно. Участь громадян в управлінні внутрішніми справами проявляється в таких організаційних формах, як добровільні народні дружини (муніципальні дружини), товариські суди, ради профілактики правопорушень тощо